# Boulder (Wyoming)
Boulder is een plaats (census-designated place) in de Amerikaanse staat Wyoming, en valt bestuurlijk gezien onder Sublette County.

## Demografie
Bij de volkstelling in 2000 werd het aantal inwoners vastgesteld op 30.

## Geografie
Volgens het United States Census Bureau beslaat de plaats een oppervlakte van
3,4 km², geheel bestaande uit land. Boulder ligt op ongeveer 2139 m boven zeeniveau.

## Plaatsen in de nabije omgeving
De onderstaande figuur toont nabijgelegen plaatsen in een straal van 68 km rond Boulder.